# خان اللاوند
خان اللاوند أحد خانات بغداد القديمة يقع في سوق الفضل، شيده الوزير داود باشا والي بغداد سنة 1232هـ/1816ميلادية، وأسكن فيه عسكر (اللاوند) التي كانت مهمته الحفاظ على الوالي.
وكانت عبارة عن عمارة ضخمة عرفت بخان اللاوند لتكون ثكنة عسكرية للجند الذين ضمهم هذا الوالي إلى جندهِ.
كانت مساحة الخان واسعة ولكن التغيرات التي طرأت عليه نتيجة الإهمال دعت والي بغداد نامق باشا عام 1897 ميلادية إلى أن يجعل ساحته متنزها وبنى في وسطه حوضا للماء، وغرس فيه النخيل والأشجار وسوّره بسور من الحديد، وبقي على هذا الحال حتى عزل الوالي وخلفه آخرون فأهملوا أمره وقطعت مساحته قطعا فأصبح شبه محلة عامرة.